# Lillian Hellman
Lillian Hellman, född 20 juni 1905 i New Orleans, Louisiana, död 30 juni 1984 i Tisbury på Martha's Vineyard i Massachusetts, var en amerikansk dramatiker och författare. 
Hellman var en av de mest betydande amerikanska dramatikerna. Hennes arbeten berör huvudsakligen samtida politiska och sociala ämnen och kännetecknas av psykologisk intensitet och liberala åsikter. Bland de mest kända märks The Children's Hour (1934), The Little Foxes (1939), Watch on the Rhine (1941) och Toys in the Attic (1960).
Under cirka 30 år levde hon tillsammans med författaren Dashiell Hammett, och hon berättar om deras förhållande i självbiografin An Unfinished Woman (1969). Scoundrel Time (1976) handlar om hennes erfarenheter som samarbetsovilligt vittne under förhören vid House Un-American Activities Committee under Joseph McCarthytidens hetsjakt på kommunister. Efter hennes bortgång har det uppstått tvivel om riktigheten i hennes memoarer, till exempel Pentimento (1973). Denna filmades under titeln Julia (1977), med Jane Fonda i rollen som Hellman.
Lillian Hellman nominerades till en Oscar för bästa manus två gånger, 1941 för filmen Kvinnan utan nåd (The Little Foxes) och 1943 för Överraskade i gryningen (The North Star).
Hellman har en krater på Venus uppkallad efter sig.